# Kjøbenhavns Boldklub
El Kjøbenhavns Boldklub, conocido como KB, fue un equipo de fútbol de Dinamarca fundado en el año 1876 y que jugó en la Superliga danesa, la liga de fútbol más importante del país. Fue y es considerado uno de los equipos históricos y el más laureado del fútbol danés con un total de 28 trofeos nacionales: 23 Super Ligas danesas y 5 Copas de Dinamarca hasta la década de los años 1990, cuando el club desapareció.

## Historia
Fue fundado en el año 1876 en la capital, Copenhague, aunque ingresó al fútbol danés tres años más tarde. Es el equipo deportivo más viejo de Europa, ya que participaba en deportes como criquet, tenis, natación, bádminton y petanca.
Fue el equipo de fútbol más exitoso de Dinamarca con 23 títulos de Liga y cinco títulos de Champions League en 12 finales.
A nivel internacional participó en 11 torneos continentales, donde su mejor participación fue en la Copa de Ferias del año 1960/61, en la que avanzó hasta los cuartos de final. 
El equipo desapareció en el año en 1991 cuando se fusionó con el B 1903 para crear al F.C. Copenhagen, aunque en la temporada 2009 el equipo reserva del F.C. Copenhagen se llamó KB.
El club participó 52 temporadas en la Superliga danesa, en las cuales disputó 1090 partidos y registró 510 victorias, 216 empates y 364 derrotas; anotó 2172 goles y recibió 1733.

## Palmarés
Competiciones nacionales: (28)
- Superliga danesa: 23

1891, 1897, 1898, 1903, 1905, 1910, 1911, 1912, 1913, 1914, 1917, 1918, 1922, 1925, 1932, 1940, 1948, 1949, 1950, 1953, 1968, 1974, 1980 (Récord).
- Copa de Dinamarca: 5

1912, 1913, 1914, 1916, 1969
- - Finalista: 7

1910, 1911, 1958, 1961, 1965, 1966, 1984

## Participación en competiciones de la UEFA
| Temporada | Torneo           | Ronda      | Club                     | Casa | Visita | Global  |
| --------- | ---------------- | ---------- | ------------------------ | ---- | ------ | ------- |
| 1958-59   | Copa de Europa   | 1          | FC Schalke 04            | 3-0  | 2-5    | 5-5     |
| 1960-61   | Copa de Ferias   | 1          | Basel XI                 | 8-1  | 3-3    | 11-4    |
| 1960-61   | Copa de Ferias   | 2          | Birmingham City FC       | 4-4  | 0-5    | 4-9     |
| 1964-65   | Copa de Ferias   | 1          | DOS Utrecht              | 3-4  | 1-2    | 4-6     |
| 1968-69   | Copa de Ferias   | 1          | 1. FC Lokomotive Leipzig | w.o. | w.o.   | w.o.    |
| 1969-70   | Copa de Europa   | Preliminar | Turun Palloseura         | 4-0  | 1-0    | 5-0     |
| 1969-70   | Copa de Europa   | 1          | SL Benfica               | 2-3  | 0-2    | 2-5     |
| 1974-75   | UEFA Cup         | 1          | Atlético Madrid          | 3-2  | 0-4    | 3-6     |
| 1975-76   | Copa de Europa   | 1          | AS Saint-Étienne         | 1-2  | 0-3    | 1-5     |
| 1977-78   | UEFA Cup         | 1          | Dundee United FC         | 3-0  | 0-1    | 3-1     |
| 1977-78   | UEFA Cup         | 2          | FC Dinamo Tbilisi        | 1-4  | 1-2    | 2-6     |
| 1980-81   | UEFA Cup         | 1          | Grasshopper CZ           | 2-5  | 1-3    | 3-8     |
| 1981-82   | Copa de Europa   | 1          | Athlone Town FC          | 1-1  | 2-2    | 3-3 (v) |
| 1981-82   | Copa de Europa   | 2          | FC Universitatea Craiova | 1-0  | 1-4    | 2-4     |
| 1984-85   | Recopa de Europa | 1          | Fortuna Sittard          | 0-0  | 0-3    | 0-3     |

## Jugadores

### Jugadores destacados
Aparecen por década
- 1900: Ludvig Drescher (1908), Kristian Middelboe (1908), Nils Middelboe (1908), Vilhelm Wolfhagen (1908), Oskar Nørland (1908), Bjørn Rasmussen (1908)
- 1910: Poul 'Tist' Nielsen (1910), Ivar Lykke (1911), Svend Aage Castella (1911), Kristian Gyldenstein (1911), Christian Morville (1912), Georg Brysting (1912), Alf Olsen (1917), Steen Steensen Blicher (1918), Valdemar Laursen (1918)
- 1920: Leo Dannin (1920), Poul Graae (1920), Axel V. Preno (1922), Svend Aage Remtoft (1923), Aage Jørgensen (1923), Wilhelm Nielsen (1925), Erik Eriksen (1929)
- 1930: Henning Jensen (1931), Oscar Jørgensen (1932), Georg Taarup (1932), Eli Larsen (1933), Hans Christensen (1934), Egon Andersen (1936), Helge Jørgensen (1937), Jørgen Iversen (1938), John Nielsen (1938), Erik Glümer (1938)
- 1940: Harald Lyngsaa (1940), Eigil Nielsen (1940), Jørn Jegsen (1943), Niels Bennike (1945), Gustaf Pålsson (1945), Jørgen W. Hansen (1947), Dion Ørnvold (1947), Axel Pilmark (1947), Erik Køppen (1949)
- 1950: Arnold Olsen (1950), Erik Hansen (1951), Jørgen Johansen (1952), Martin Kristensen (1952), Per Jensen (1952), Vagn Birkeland (1954), Jens Torstensen (1956), Finn Alfred Hansen (1957), Jørn Sørensen (1958), Per Funch Jensen (1959), Arne Karlsen (1959)
- 1960: Bent Krog (1961), Ole Sørensen (1961), Henning Helbrandt (1961), Nils Jensen (1961), Gert Hansen (1961), Eyvind Clausen (1962), Niels Møller (1966), Kurt Præst (1968), Niels-Christian Holmstrøm (1968)
- 1970: Flemming Pedersen (1970), Niels Hagenau (1971), Eigil Nielsen (1971), Niels Sørensen (1974), Anders Sørensen (1974), Karl Aage Skouborg (1974), Torsten Andersen (1977), Klaus Nørregaard (1977), Henrik Agerbeck (1978), Ole Højgaard (1979), Finn Laudrup (1979), Ole Qvist (1979), Palle Hansen (1979)
- 1980: Henrik Eigenbrod (1981), Jan Heintze (1984), Michael Laudrup (1985)

## Entrenadores

### Entrenadores destacados
- Nils Middelboe (1936-1946)
- Henning Westergaard (1958)
- Carlo Pintér (1960)
- Walter Presch (1964-1966)
- Walter Presch (1969)
- Mario Astorri (1974)
- Mario Astorri (1975-1977)
- John Kramer (1981)
- Niels-Christian Holmstrøm (1984-1986)
- Benny Gall (2007)
- Brian Riemer (2010-)